# Wimmersperg Spz
La Spz (abreviació de Spielzeug, que en alemany significa "joguina") va ser una família de fusells d'assalt de l'Alemanya Nazi dissenyada els últims dies de la Segona Guerra Mundial.

## Història
El disseny estava inspirada en el subfusell britànic Sten Mk.II, que els alemanys la van anomenaven Gerät Potsdam, fins al punt de copiar-ne alguns components. El carregador i els sistema d'extracció, canó i munició eren els mateixos emprats en el fusell d'assalt Stg 44. Aquesta arma i les seves variants empraven un sistema d'accionament per gas, tenien canons intercanviables i van estar dissenyades per al tir automàtic, disposant d'un selector de tir. Podien disparar en mode semiautomàtic prement parcialment el gallet i en ràfegues, o automàtic, prement aquest fins al fons. Aquest sistema es similar al que s'utilitza avui en dia en la sèrie de fusells Steyr AUG.
No hi ha cap document nazi que demostri que aquesta arma va finalitzar el seu disseny ni va entrar en producció. Però Wimmersperg tenia contactes amb empreses productores d'armes com Mauser, Simson & Co, i Fokker per alguns dels seus dissenys anteriors.
L'arma va ser dissenyada per Heinrich von Wimmersperg, d'Àustria, que, després de la Segona Guerra Mundial va emigrar als Estats Units d'Amèrica, a Detroit. També va dissenyar la Metralladora Wimmersperg en 1937, una metralladora de doble canó, operada per gas i retrocés alimentada per una cinta o un carregador de tambor, i disparava munició de 7,92x57 mm- que era inusual per a aquell tipus d'armes. Cada vegada que un canó disparava, es carregava el seu oposat, i viceversa. En els seus últims anys, va patentar el disseny per a un disseny de seguretat de cadires de cotxes per a nens.

## Variants
Van haver-hi 3 variants dissenyades. La Spz-I (“Lange Bauart”, la variant llarga), la Spz-kr (“kurze Bauart mit Regler für Serienfeuer”, el model curt amb mode opcional de ràfegues) i la Spz-kv (“kurze Bauart mit Verschlußzündung”, era el model curt amb sistema de percussió) i el carregador era la empunyadura d'aquesta variant. La Spz-I i la Spz-kr era disparades per un sistema de “martell” i la Spz-kv utilitzava un sistema de percussió interna.